# Estación San José de Las Salinas
San José es una estación de ferrocarril de la localidad de San José de Las Salinas del departamento Tulumba, en la Provincia de Córdoba, Argentina.

## Servicios
No presta servicios de pasajeros, sólo de cargas. Sus vías corresponden al Ramal CC del Ferrocarril General Belgrano. Sus vías e instalaciones se encuentran a cargo de la empresa estatal Trenes Argentinos Cargas.